# Pawel Chomicz
Pawel Chomicz (en russe : Павел Семёнович Хомич ; Pavel Semionovitch Khomitch), né le 17 octobre 1893 à Wolkowysk dans le gouvernement de Grodno en Russie blanche (Empire russe) et mort le 10 septembre 1942 à Léningrad (URSS) est un prêtre catholique soviétique qui fut martyrisé. Il est serviteur de Dieu.

## Biographie

### Jeune prêtre
Pawel Chomicz naît dans la famille d'un petit fonctionnaire de tribunal de district. Lorsqu'en 1905, après les troubles révolutionnaires, l'uniatisme n'est plus interdit, la famille Chomicz retourne à son catholicisme d'origine. Il poursuit ses études au séminaire catholique de Petrograd (ex-Saint-Pétersbourg), puis à l'académie impériale de théologie, mais seulement deux ans, car elle se replie en 1918 en Pologne à cause des conséquences de la révolution d'Octobre.
Il est ordonné prêtre en 1916 et sert comme vicaire à Petrograd et à Vyritsa près de Gatchina. Il est nommé en 1920 curé de la paroisse de la Sainte-Trinité de Pskov et dessert également ses trois filiales ; mais la situation s'envenime de plus en plus pour les chrétiens à cause de la situation politique de l'athéisme marxiste. Les catholiques quant à eux sont visés par le procès de Moscou de mars 1923 qui est mené avec force propagande par Zinoviev et Krylenko, alors que Lénine a perdu ses facultés depuis quelques mois. Mgr Cieplak est emprisonné, son vicaire général, Constantin Budkiewicz, fusillé et l'exarque uniate, Mgr Féodoroff, déporté en camp de travail. Le jeune abbé Chomicz doit donc remplacer des prêtres qui ont été expulsés du pays ou bien emprisonnés. Il dessert donc à Petrograd l'église Saint-Casimir, ainsi qu'en banlieue l'église Notre-Dame-de-Czestochowa de Ligovo et l'église Saint-Alexis de Peterhof. Il s'implique avec énergie auprès de la jeunesse, organisant des cercles d'études et de catéchisme, des conférences et des récollections. Il dirige également les membres du Tiers-Ordre franciscain de sa paroisse qui poursuivent leur vie au milieu du monde et qui sont alors une quarantaine, puis en 1926 ceux de Léningrad (ex-Petrograd) qui sont plus d'une centaine.

### Goulag

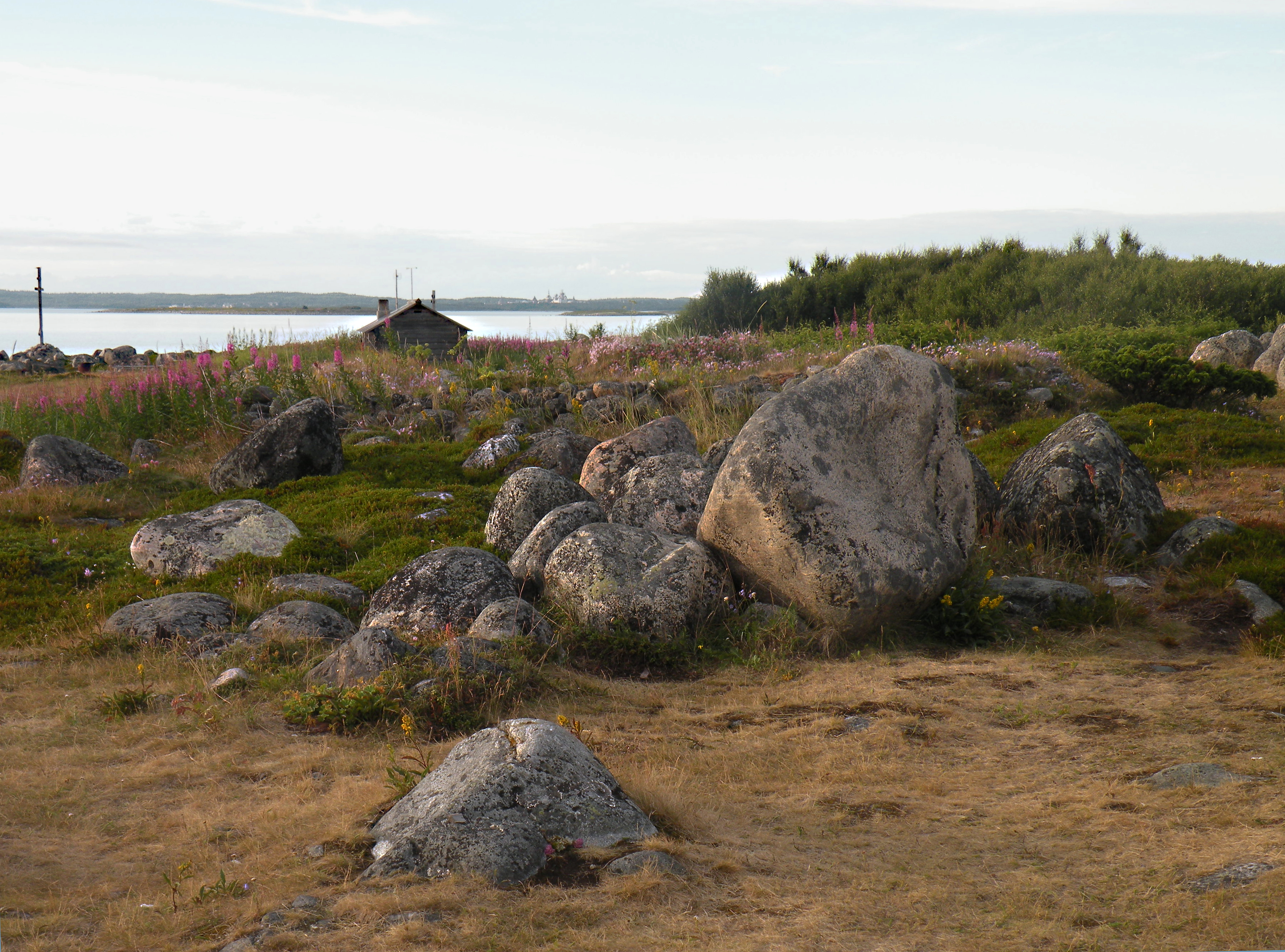
Paysage du camp Solovetsky.

Ce dynamisme discret n'échappe pas aux autorités communistes qui l'arrêtent en décembre 1926, puis le relâchent avant de l'arrêter à nouveau en janvier 1927. Il est d'abord condamné à trois ans de prison, puis la sentence est modifiée le 27 juin 1927 en dix ans de prison pour « avoir mené des activités contre-révolutionnaires et religieuses auprès de la jeunesse et des fidèles de sa paroisse et pour avoir fondé une association anti-soviétique intitulée Tiers-Ordre franciscain ». Il est déporté le 3 juillet au camp de Solovki. Il s'occupe des catholiques d'origine allemande en organisant des réunions de prières et pour les autres des lectures de l'Évangile en polonais et en russe. De manière non officielle, il est considéré comme le doyen des prêtres catholiques de rite latin qui sont emprisonnés au camp avec lui. Mais les réunions sont bientôt interdites et il célèbre la messe en cachette. En mars 1929, il est transféré avec d'autres ecclésiastiques au camp de régime sévère Solovetsky sur l'île Anzerski, où sa situation et sa santé se dégradent rapidement, mais il continue de célébrer la messe en cachette. En 1932, il fait partie de ceux qui sont accusés par les gardiens du camp de faire de l'agitation anti-soviétique parmi les prisonniers. Les prêtres en particulier sont accusés d'établir des liens entre catholiques, de mener des discussions à thème religieux, de recevoir de l'argent de l'extérieur. L'abbé Chomicz répond aux interrogatoires qu'il décrit dans ses lettres considérant son sort comme étant heureux, car il soutient le sens de la foi des prisonniers et les aide à supporter leurs souffrances selon ce qui lui a été demandé par Dieu. Il est transféré à la prison de Léningrad en régime d'isolement, puis envoyé en camp en Sibérie, en Extrême-Orient russe et enfin de nouveau à Solovki en 1935-1936.

### Dernières années
L'abbé Chomicz est libéré en novembre 1936. Il n'a pas le droit de retourner vivre ni à Léningrad, ni à Moscou, et obtient la permission de séjourner à Kostroma, puis à Kalouga ainsi qu'en Sibérie. L'interdiction est levée en 1939, et il retourne donc à Léningrad où il célèbre secrètement la messe. Le R.P. Michel Florent, dominicain français, est expulsé vers la France en juillet 1941 et lui transmet ses pouvoirs d'administrateur apostolique de Léningrad et de sa région avant de partir. La situation est extrêmement difficile, car Léningrad subit un blocus qui fait mourir ses habitants par milliers. L'abbé demeure avec ses paroissiens dans une ville fantôme cernée par la Wehrmacht.
Le 15 juillet 1942, alors qu'il doit renouveler son passeport intérieur, il est de nouveau arrêté et accusé d'organiser une Église souterraine et de mener des activités d'agitation qui menacent le gouvernement soviétique. Il est condamné à mort le 1er septembre 1942 et fusillé neuf jours plus tard.
Le procès en béatification de l'abbé Chomicz a été ouvert en 2003. Il compte donc officiellement parmi les serviteurs de Dieu.

## Source
- (ru) Cet article est partiellement ou en totalité issu de l’article de Wikipédia en russe intitulé « Хомич, Павел Семёнович » (voir la liste des auteurs).

### Articles liés
- Catholicisme à Saint-Pétersbourg
- Persécution des chrétiens en Union soviétique